# 张培荣
张培荣（1908年—1990年），湖北麻城人，中国人民解放军将领、中国人民解放军开国少将。
曾任中国人民解放军西康军区副司令员，贵州省军区副司令员。1955年，授予中国人民解放军少将。